# 遇見璀璨的你
《遇見璀璨的你》是一部中國大陸時裝劇。由金瀚、陳喬恩主演。內容主要是一位服裝設計師與一位經紀人從最初不打不相識的歡喜冤家，因意外成為合租夥伴，日久生情最終走到一起。
該劇於2022年6月15日在湖南衛視播出，並在騰訊視頻、芒果TV同步播出。

## 劇情簡介
該劇講述了金牌經紀人獨孤若男與設計師季默偶然相遇後，性格迥異的兩人勢均力敵，在一次次的試探和摩擦中，逐漸互生情愫，彼此治癒，最後攜手追求事業和愛情的故事。

## 演員列表

### 主要演員
| 演員   | 角色     | 介紹 |
| 陳喬恩 | 獨孤若男 | 金牌經紀人，潑辣毒舌的犀利御姐。因其嚴苛強勢的作風，被業界稱為“惡魔經紀”。多年的職場生活讓她有着爐火純青的高超演技，嬉笑怒罵信手拈來。為了保護自己的藝人，她可以不擇手段撒謊演戲，無所不用其極。她人前霸道人後孤傲，不相信感情只相信利益，實則極重情義。                                                     |
| 金瀚   | 季默     | W服裝公司的創始人，成熟睿智的時尚界精英，劍橋大學心理學專業的學霸，洞察人心的微表情專家。他擅於通過面部微表情分析心理，人稱“行走的測謊儀”。擁有強大的攻心技能，故在商業上無往不利，遊刃有餘。患有嚴重的夢遊症，白天和夜晚有兩幅面孔，內心隱藏着秘密，是個謎一樣的男人。                                      |
| 陳宥維 | 思達     | 新人演員，恐女症的藝人。他在走紅之前，因為有異性交往障礙症而只能當個默默無聞的跑龍套的，他除了長得帥之外沒有任何當藝人的天賦，但在獨經紀人孤若男仍然願意去發掘他，最終他也成了小有名氣的藝人。他一開始先做模特，之後轉型為歌手，在這期間，在季默的幫助下，克服了異性交往障礙，成為藝人的路線也越來越明確。   |
| 王子璇 | 沈千紗   | 思達助理，日系的“萌妹子”，外表蘿莉，內心御姐，可愛中帶着小心機，聰慧中帶着小狡黠。她是著名財團的千金小姐，從小含着金湯匙長大，一身的公主病，愛幻想愛做夢，古靈精怪活潑可愛。出身豪門的她任性嬌縱，想要的東西便一定要得到。看似什麼都不缺的千紗其實極度“缺愛”，從小父母離異，陪伴她的人只有保鏢和管家。       |
| 鄒廷威 | 趙宇成   | 雲開集團CEO兼股東，蘇曉同父異母的哥哥，季默事業和愛情上的勁敵。商業奇才，縱橫捭闔。城府極深，腹黑狠厲，殺伐果斷，為達目的不擇手段，是深不可測的危險人物。為了報復季默而接近若男，卻漸漸被若男吸引，動了真心。精心佈局設計吞併W，與季墨在商戰中展開博弈。雙重人格，對敵人心狠手辣，對愛的女人卻一往情深。     |
| 王嘉寧 | 陳菲兒   | 國際名模，若男的閨蜜。萬人迷，緋聞纏身的話題女王，斬男無數的情場高手，性感火辣，豪爽奔放，虛榮但不勢力，極度渴望被關注。擁有天使的臉蛋和魔鬼的身材，外表看似自信光鮮，但實則內心自卑脆弱。她後來在艾力的心理治療下，卸下了女明星的虛偽面具，勇敢袒露過去，面對真實的自我，重拾自信追尋真愛。                 |
| 王子睿 | 宋子豪   | 炙手可熱的當紅偶像，若男的前簽約藝人，後與若男反目。頑劣不羈，叛逆衝動，刺蝟的外表下隱藏着對温暖的渴望。他走紅後日漸膨脹，開始不服於若男的管教，在佟彤的挑唆下解約出走，和若男決裂對立。離開若男的他，在名利中漸漸迷失自我，人氣下滑後患上抑鬱症，事業和心靈都遭遇重創。他在若男的幫助下找回自我，迴歸初心。 |
| 謝帥   | 艾力     | 季默的大學師哥，是心理醫生。他與陳菲兒是醫患關係，總能在關鍵時刻給予菲兒温暖。而且，放下自己的面子，去哄菲兒開心，兩人相處下來後彼此喜歡。當陳菲兒被鍵盤俠侮辱時，第一個挺身而出並公開表示無論菲兒變成什麼樣，他都喜歡菲兒。而他害怕有人會上門騷擾菲兒，便主動住進了菲兒家裏最終與菲兒開啓了甜蜜的同居生活。 |
| 劉梓嬌 | 佟彤     | 起初是若男的助理，之後頂替若男成為了經紀部總監，是若男在職場上的強勁敵人。她與若男霸道強勢行事風格不同，看似温和無害，實則暗藏心機。師徒反目之後，她一再對若男進行打壓，兩人之間的爭鬥此消彼長。她在人前維持着完美的“職場老好人”的形象，卻並沒有強烈的職場底線，只要能達到目的，便能無所不用其極。           |
| 欣然   | 蘇曉     | 季默前女友，她和趙宇成是重組家庭的兄妹，3年前她患癌為了治病而與季默提分手，假裝與趙宇成戀愛，又以假死一起出國治療，再回來時，進入翼時尚，為追回季默耍心機。她的癌症復發，趙宇成也反思了自己的行為不對，最後陪着蘇曉出國治療。                                                                                |

## 電視原聲帶
| 曲序 | 曲目                   |             | 作曲   | 演唱   |
| ---- | ---------------------- | ----------- | ------ | ------ |
| 1.   | 尋星（主題曲）         | 林喬        | 都智文 | 陳雪燃 |
| 2.   | 遇見璀璨的你（片尾曲） | 明天        | 陳雪燃 | 張鈺琪 |
| 3.   | 給我個理由（插曲）     | 林喬        | 都智文 | 金瀚   |
| 4.   | 大女人（插曲）         | 李捷        | 毛慧   | 陳宥維 |
| 5.   | 完整（插曲）           | 林喬        | 都智文 | 高嘉朗 |
| 6.   | 比誰都心痛（插曲）     | 金小K、林喬 | 岑思源 | 馮希瑤 |
| 7.   | 錯位（插曲）           | 林喬        | 岑思源 | 吳映香 |

## 电视节目的变迁
| 马来西亚 八度空间 优6剧场 星期一至五18:00-18:58             | 马来西亚 八度空间 优6剧场 星期一至五18:00-18:58 | 马来西亚 八度空间 优6剧场 星期一至五18:00-18:58 |
| ----------------------------------------------------------- | ----------------------------------------------- | ----------------------------------------------- |
|                                                             | 遇见璀璨的你 （2023年10月18日—2023年12月15日）  |                                                 |
| 闪耀的她 （2023年9月1日—2023年10月17日）2023年10月13日 停播 | 我们的当打之年 （2023年12月18日—2024年2月5日）  |                                                 |

## 外部連結
- 《遇見璀璨的你》的新浪微博
- 豆瓣电影上《遇見璀璨的你》的資料 （简体中文）